# الغرقانة (قرية)
قرية الغرقانة هي إحدى القرى التابعة لمركز شرم الشيخ في محافظة جنوب سيناء في جمهورية مصر العربية. حسب إحصاءات سنة 2018، بلغ إجمالي السكان في الغرقانة 200 نسمة، منهم 98 رجل و 102 امرأة.